# یواس‌اس هادوک (اس‌اس‌ان-۶۲۱)
یواس‌اس هادوک (اس‌اس‌ان-۶۲۱) (به انگلیسی: USS Haddock (SSN-621)) یک زیردریایی بود که طول آن ۲۷۹ فوت (۸۵ متر) بود. این زیردریایی در سال ۱۹۶۶ ساخته شد.